# Franz Giersing
Franz Giersing (født 7. april 1919, død 13. januar 1975) var en dansk landsretssagfører, der også virkede som leder af Roskilde Ring (fra 1955 til 1963) og som motorjournalist. 
Franz Giersing var søn af maleren Harald Giersing og skuespillerinden Besse Giersing, men valgte efter tidlige forsøg som billedkunstner en mere borgerlig levevej. En betydelig interesse for motorsport, hvor han selv kørte en MG TC i dansk motorsports barndom i 1950’erne, prægede imidlertid også hans virke. Med baggrund i adskillige besøg på udenlandske Grand Prix baner, blev Franz Giersing en af hovedmændene bag skabelsen af den første egentlige danske motorbane, Roskilde Ring, som han også tegnede og modellerede de første udkast til. Som formand for Automobil Sports Klubbens Banefond arrangerede Franz Giersing i de første mange år løbene og sikrede en stigende international deltagelse, som bragte de største af datidens kørere til Roskilde Ring, der i 1961 og 1962 arrangerede et dansk Grand Prix i formel 1 klassen. Franz Giersing virkede også som journalist, bl.a. som redaktør af bilbladet Fart & Form (1960-62, Ejnar Munksgaards Forlag)